# 柊彼方
柊 彼方（ひいらぎ かなた、2005年〈平成17年〉9月23日 - ）は、日本のライトノベル作家。愛媛県出身・在住。

## 概要
2020年に14歳でweb上での執筆活動を始めた。
2021年にアルファポリスが開催する第14回ファンタジー小説大賞の大賞を受賞した。
2022年4月20日、アルファポリスよりラノベ作家デビューし、同年にコミカライズが決定した 。

## 来歴
小学生の頃からラノベを好んで読んでおり、中学3年になったばかりの頃、『エロマンガ先生』の主人公、和泉マサムネに憧れ、高校生ラノベ作家を志す。 当初はあまり結果を残せていなかったが、それでも毎日執筆活動を続けた。  
しかしウェブ上で活動を始めて二年後の2022年、『追放された【助言士】のギルド経営 鑑定を駆使し、不遇な素質持ちに一つを極めさせたら、いつの間にか化け物だらけの最強ギルドになってました』で小説サイトアルファポリス開催の新人賞で大賞を取り、その半年後の高校2年生でアルファポリスで見事プロデビューを果たす。 
2022年に『追放された【助言士】のギルド経営 不遇素質持ちに助言したら、化物だらけの最強ギルドになってました』のコミカライズが決定した。  
『弱キャラ友崎くん』の著者、屋久ユウキとの交流もあり、『作家とファンが、作家と作家になりました』というツイートで一時期話題にもなった。 

## 作品
- 追放された【助言士】のギルド経営 不遇素質持ちに助言したら、化物だらけの最強ギルドになってました（イラスト：kodamazon、出版社：アルファポリス、既刊2巻、2022年 - ）
- 天才第二王子は引きこもりたい 【穀潰士】の無自覚無双（イラスト：ぺんぐぅ、出版社：アルファポリス、既刊2巻、2023年 - ）